# Centrale de la Chute-Garneau

Le Barrage de la Chute-Garneau est un barrage situé dans l'arrondissement Chicoutimi, à Saguenay, Québec, Canada. Ce barrage au fil de l'eau sur la rivière Chicoutimi est régi par Hydro-Québec.

## Centrale électrique
La centrale électrique liée au barrage est mise hors service dans les années 1990 après le déluge du Saguenay.
Les installations de Chute-Garneau sont cédées à la ville de Saguenay en novembre 2009 pour la somme de un dollar ($CAN). La ville prévoit remettre en production les centrales de Chute-Garneau et de Pont-Arnaud au printemps 2011 afin d'alimenter son service de distribution électrique dans l'arrondissement de Jonquière. Les deux centrales devraient être en mesure de produire 13 mégawatts d'électricité.

### Réouverture de la centrale
En mars 2011, après des investissements d'environ 64 millions de $CAN d'Hydro-Québec et de 42 millions de Saguenay, la centrale est remise en fonction. On y a notamment ajouté un groupe turbine-alternateur d'une puissance de 4,95 mégawatts.

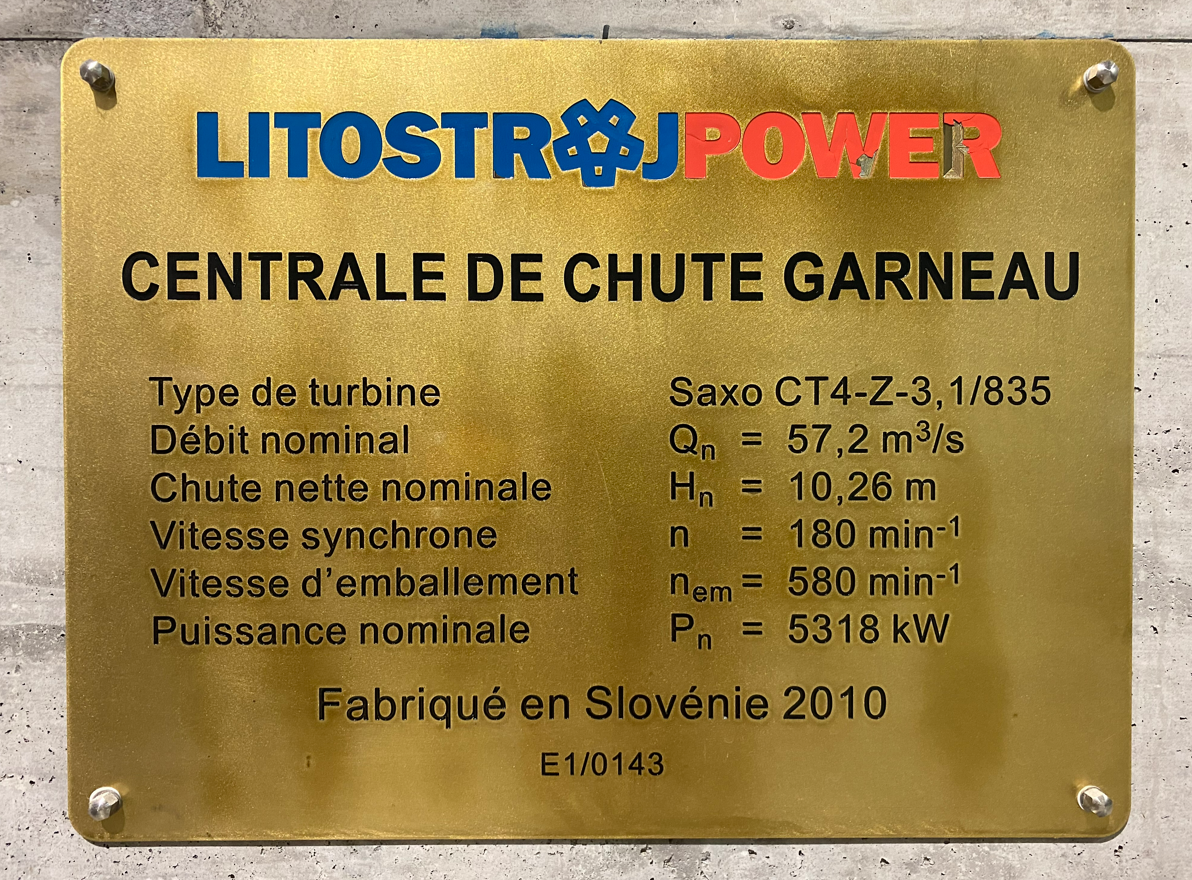
Plaque d'identification de la centrale Chute Garneau d'Hydro-Jonquière